# Arno Strohmeyer
Arno Strohmeyer (Ober-Grafendorf, 26 de julio de 1963) es un deportista austríaco que compitió en esgrima, especialista en la modalidad de espada. Ganó dos medallas en el Campeonato Europeo de Esgrima de 1991, plata en la prueba por equipos y bronce en la individual.

## Palmarés internacional
| Campeonato Europeo | Campeonato Europeo | Campeonato Europeo | Campeonato Europeo |
| Año                | Lugar              | Medalla            | Prueba             |
| ------------------ | ------------------ | ------------------ | ------------------ |
| 1991               | Viena (Austria)    | Medalla de plata   | Espada por equipos |
| 1991               | Viena (Austria)    | Medalla de bronce  | Espada individual  |